# Faber Gil
Faber Andrés Gil Mosquera (ur. 14 marca 1995 w El Bagre) – kolumbijski piłkarz występujący na pozycji prawego skrzydłowego, od 2025 roku zawodnik Atlético Nacional.